# The Long Walk (film)
The Long Walk è un film del 2025 diretto da Francis Lawrence. La pellicola è l'adattamento cinematografico del romanzo La lunga marcia di Stephen King.

## Trama
In un futuro distopico, cento giovani partecipano a una marcia della morte con la promessa che il desiderio dell'ultimo sopravvissuto verrà esaudito.

## Produzione

### Sviluppo
Dopo che George A. Romero era stato preso in considerazione per dirigere un adattamento cinematografico del romanzo nel 1988, nel 2007 Frank Darabont si assicurò i diritti cinematografici del libro con l'idea di realizzarne un film a basso costo. Nell'aprile 2018 è stato annunciato che New Line Cinema avrebbe prodotto un adattamento dell'opera di King con James Vanderbilt nella duplice veste di sceneggiatore e produttore; nel maggio 2019 André Øvredal si è unito al progetto come regista.
Prima del novembre 2023 il progetto era passato di mano alla Lionsgate Films, che avrebbe prodotto il film diretto da Francis Lawrence e sceneggiato da JT Mollner. Tra il giugno e il luglio 2024 è stato confermato il cast principale, che annovera Cooper Hoffman, David Jonsson, Garrett Wareing, Charlie Plummer, Roman Griffin Davis, Mark Hamill e Judy Greer.

### Riprese
Le riprese principali si sono svolte a Winnipeg tra il luglio e il settembre 2024.

## Promozione
Il primo trailer del film è stato diffuso il 7 maggio 2025.

## Distribuzione
La distribuzione del film nelle sale statunitensi è prevista per il 12 settembre 2025.